# Trembulrejo
Trembulrejo is een bestuurslaag in het regentschap Blora van de provincie Midden-Java, Indonesië. Trembulrejo telt 2694 inwoners (volkstelling 2010).